# Єврабія

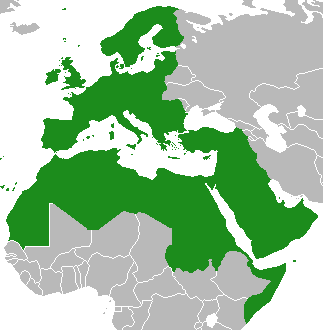
Карта «Єврабії», що включає нинішні країни-члени Євросоюзу, а також потенційних членів ЄС та держави-спостерігачі Ліги арабських держав. Національні кордони стерті (оскільки передбачається, що «змова Єврабія» є транснаціональною), території Ізраїлю і Палестини пофарбовані одним кольором, оскільки знищення Ізраїлю є невід'ємною частиною передбачуваної «змови Єврабія».

Єврабія (англ. Eurabia) — політичний неологізм, термін, утворений шляхом словозлиття «Європа + Аравія» («Europa + Arabia»), що використовується для негативного опису дійсного або уявного/очікуваного політичного або культурного зближення Європи та арабських країн.

## Походження терміна
Слово Eurabia спочатку з'явилося в новинному листі, опублікованому Європейською комісією з координації асоціацій дружби з арабським світом (Comité européen de coordination des associations d amitié avec le monde Arabe). За Бат Яор, його опублікували спільно з журналом «France-Pays Arabes» (виданням асоціації франко-арабської солідарності), лондонський Близькосхідний інтернаціонал і женевська Група з вивчення і дослідження Середземномор'я і близького Сходу (Groupe de recherche et d'histoire études sur la Méditerranée et le Moyen Orient, GREMMO). Однак, в університеті Женеви немає групи з такою назвою, хоча в ліонському Університеті існує організація зі схожою назвою Groupe de recherche et d'histoire études sur la Méditerranée et le Moyen Orient.
Під час нафтової кризи 1973 року Європейська економічна спільнота (попередник Європейського союзу), вступила в євро-арабський діалог з Лігою арабських держав. Згодом Бат Яор для опису євро-арабського діалогу використала назву Єврабія.

## Погляди Бат Яор
Згідно з поглядами англійської історикині єгипетсько-єврейського походження Бат Яор, створення Еврабії є результатом очолюваної Францією європейської політики, яка має своєю метою посилення Європи проти США шляхом узгодження європейських інтересів з інтересами арабських країн. Бат Яор та інші прихильники теорії Єврабії відзначають такі основні моменти цієї політики:
- Підтримка палестинців, ОВП, створення Палестинської держави
- Історична і політична делегітимізація Ізраїлю, скорочення його до нежиттєздатних кордонів, арабізація Єрусалима
- Антиамериканізм, протистояння США